# 南方贫困法律中心
南方贫困法律中心（英語：Southern Poverty Law Center，縮寫SPLC），是一个美国的非盈利民权组织，反对白人优越主义，並为那些遭仇恨团体迫害的受害者做法律代理，获得一系列成功。此外，它还监控仇恨团体、民兵以及极端组织。在教育方面，它推行了“提倡宽容”的教育项目。以上作为使得该组织得以闻名。此外，南方贫困法律中心将那些有可能诋毁或攻击人类的仇恨团体进行分类，尤其关注那些在他们控制范围之外的团体。

## 成立背景

### 经济
二战后美国经济发展迅速，20世纪60年代美国经济更是迅猛发展，进入社会“高度繁荣”的时期。从1961年1月到1969年10月，美国经济保持连续上升趋势。美国国民生产总值年增长率较高。
但是，这也给以后的经济发展埋下了通货膨胀的隐患。
20世纪70年代是经济混乱的时期。理查德·尼克松总统实行了对工资和物价的暂时控制，但美联储的紧缩性货币政策仍引起了经济的衰退。到1972年，失业率与10年前相同，而通货膨胀高出了3个百分点。经济的不稳定使人民的生活水平也有所下降，而且国内贫富差距拉大、种族对立严重、社会矛盾滋生，一些激进分子趁机抬头。

### 政治
1960年代，美国发动越南战争。美国的失败不仅恶化了国内经济局势，而且加剧了美国国内的种族问题和民权问题，使国家处于极度的分裂状态，给美国人民造成巨大的精神创伤。约翰·肯尼迪和林登·约翰逊政府的内政外交中表现出明显的“理想主义”痕迹和乐观主义精神。尤其是约翰逊政府发起的“伟大社会”和“向贫困宣战（War on Poverty）”的社会项目。但因为各种因素，尤其是美国更深地卷入越南战争而使“伟大社会”的宏伟目标大打折扣，结果导致了来自右翼保守派和左翼激进自由派的不满，也引起了社会弱势群体的抗议。但是政府1960年代开始已经致力于消除贫困，减轻种族歧视，为社会自由和民主定下了政治方向。

### 社会运动
20世纪60年代的美国社会波澜壮阔，黑人民权运动、高校青年学生运动、反战和平运动、女权运动、嬉皮士运动等汇成汹涌澎湃的激进洪流，势不可挡。作为美国总统，肯尼迪对黑人维权做出了巨大贡献。他指出“这个国家是建立在人人生而平等这个原则的基础上的。如果一个美国人，因为其皮肤是黑色的，就不能在开放的餐馆就餐、就不能送子女去最好的公立学校读书、就不能投票选举能代表他的人出任公共官职——就不能享受充分的自由生活，那么，这个国家就是一个不完整的国家，除非全体公民都得到自由”。马丁·路德·金就是其中黑人维权的著名人物。在这样要求平等、自由、民主的社会氛围中，打破隔离和消除歧视已经成为社会潮流。

## 历史
南方贫困法律中心是由公民权益律师莫里斯·迪斯（Morris Dees）在1971年和小约瑟夫·莱（Joseph J. Levin Jr.）创办的，总部位于阿拉巴马州的蒙哥马利。他们希望该法律中心能够接受并处理发生在美国的歧视案件。
南方贫困法律中心的第一任主席是朱利安·邦德（Julian Bond）。他担任主席直至1979年，并在任期后保留了董事会席位。该组织原来着重于处理由美国三K党及其他白人优越主义团体所带来的危害。随后，中心逐渐参与到更为广泛的公民权益维护行动中，包括长久以来存在的种族隔离、种族歧视、对外侨的虐待以及教会与各州的分离（Separation of Church and State）问题。南方贫困法律中心还与其他公民权益组织，诸如反诽谤联盟一起，为美国联邦调查局提供有关仇恨团体的信息。
1979年，中心在众多案件委托中接手了第一个案件，旨在反对类似于美国三K党的白人优越主义团体。
1981年，南方贫困法律中心开始了一个名叫“Klanwatch”的计划以监视三K党的行动。这个现在名为“Hatewatch”的计划，已从原来仅监视三K党发展壮大，开始监视另外七个仇恨团体。
1983年7月，南方贫困法律中心办事处被燃烧弹击中。办事处所处楼房被毁，众多数据、记录毁于火海之中。
1985年2月，三K党成员以及三K党的支持者承认了与该爆炸案的直接关联，并向联邦及州认罪。在审讯中，三K党成员乔·加纳（Joe M. Garner）、小唐斯·罗伊（Roy T. Downs Jr.）以及查尔斯·北里（Charles Bailey）承认曾经恐吓、压制、威胁过中心秘密成员。据迪斯所言，有超过30人因曾有要谋杀自己及炸毁中心的阴谋而被监禁。
1984年，由于任职于南方贫困法律中心，迪斯成了“规律派”（The Order (group)，一个白人优越主义革命团体）的暗杀目标之一。另一个目标则是电台主播艾伦·伯格（Alan Berg）。不幸的是，他在科罗拉多居所外被“规律派”杀害。
1987年，南方贫困法律中心为一个在莫比尔（亚拉巴马州）的黑人少年迈克尔·唐纳德（Michael Donald）进行申诉，事因美国三K党联盟（United Klans of America）对其使用私刑。最终案件大获成功。
1987年，五名三K党分部“白人爱国党（White Patriot Party）”的成员因偷窃军用武器及策划谋害迪斯而被起诉。
1989年，南方贫困法律中心揭开了由林璎（Maya Lin）设计的民权运动纪念碑（Civil Rights Memorial）的面纱。
中心“提倡宽容”教育项目（"Teaching Tolerance" Project ）在1991年正式启动。此外，其“Klanwatch”项目也扩大了范围，在其监控列表上增加了一些美国国内已被报道过的仇恨团体，并新增了其他的监视计划。
1995年，四名白人男子因计划炸毁南方贫困法律中心而被起诉。
1998年5月，三名秉持“白人优越主义”份子被捕，原因是他们计划组织一场全国性的刺杀及炸弹袭击。而他们的目标则是莫里斯·迪斯、一个未公开的伊利诺伊州联邦法官、一个密苏里州的地下无线电节目主持人、迪斯在阿拉巴马的南方贫困法律中心与办事处、在洛杉矶的西蒙·维森塔尔中心以及在纽约的反诽谤联盟。
2008年，以美国内部恐怖事件为当期主题的国家地理杂志（National Geographic's Inside American Terror）以南方贫困法律中心及迪斯为封面，追踪了中心对美国三K党的一系列诉讼案件。
2011年，南方贫困法律中心的秋季季刊以臭名昭著的美国种族极端组织光头党成员布莱恩韦德讷为封面人物，讲述了他从一个动辄施暴的光头党骨干，逐渐脱离极端种族主义组织，最后自己把脸上身上的种族仇视刺青用激光手术去除并重建生活的故事。
2012年，南方贫困法律中心所发布的报告中提到，自美国经济陷入衰退以及奥巴马就任总统以后，仇视和反政府团体数量大幅增加。2011年美国有仇视团体1018个，2010年有1002个，而在2000年只有602个。
2013年3月，南方贫困法律中心的检测结果表明，由于美国有望出台控枪法案，一些致力于维护美国“传统价值观”的“愛國者運動”将有可能制造暴力事件。此外，美国国内极端思潮组织比4年前增长了7倍多（813%），达到历史最高水平。

## 诉讼

### 诉讼策略
南方贫困法律中心的诉讼策略包括：代表受到仇恨团体侵害、威胁、暴力的受害者提交民事诉讼，使相关责任团体、责任人支付巨额赔款。南方贫困法律中心迄今为止已经赢得了众多民事案件的胜利，并使得原告获得了相应的赔偿金。

### 著名案例

#### 基督教青年会
迪斯在南方贫困法律中心所接收的第一个案件起诉了在阿拉巴马蒙哥马利的基督教青年会，因为该组织隔离城内儿童，使得各种族的儿童不能一起生活。
1969年，基督教青年会拒绝两名黑人少年参加它的夏令营。因此，南方贫困法律中心代黑人少年的父母对青年会进行起诉。在诉讼的过程中，迪斯揭露了一个秘密，即1958年城市官员与基督教青年会所签订过一个秘密协议。在协议中，城市官员给予基督教青年会控制众多城市休闲活动的权利。1971年南方贫困法律中心开始负责该案。1972年，法院裁定蒙哥马利政府给予了基督教青年会市政权力（with a municipal character），并下令该青年会“停止一切带有种族歧视及种族隔离的行为”。几年后，蒙哥马利基督教青年会的执行董事为该案件感谢迪斯。他提到，如果没有这个案件，青年会是无法解决内部长期存在的种族隔离问题的。

#### 越南渔民案件
1981年，南方贫困法律中心起诉三K党，要求其停止对越南渔民的有关种族问题的骚扰和恐吓。同年5月，法院判决越南渔民及南方贫困法律中心胜利，并命令三K党停止一切不当行为。

#### 雇员薪金案件
1981年，南方贫困法律中心在阿拉巴马州的一个县赢得了官司，使得该县为其医嘱检验机构的第一个黑人员工支付工资。这个事件否定了之前的联邦规定中州的相关法律。尽管和有争议的州的法律规定不一致，该判决修复了在医嘱检验方面已经实行了二十多年的条款。

#### 白人爱国党案件
1982年，准军事化的卡罗莱纳三K骑士组织（Carolina Knights of the Ku Klux Klan）的几名持枪成员对鲍比·珀森（Bobby Person），一名黑人监狱看守、一位对黑人友好的白人女性以及其他一些人进行恐怖袭击。1984年，南方贫困法律中心提起诉讼，由美国卡罗莱纳州东北部地方法院审判。珀森成为这一案件中的主要原告。诉讼过程中，骚扰和威胁不断。法庭发布一项命令，禁止任何人员干预法院内人员。
1985年1月，法院下令禁止格伦·米勒（Glenn Miller），这个组织的"大头龙"（Grand Dragon，美国三K党州组织的头目）和他的追随者运营准军事化组织，在黑人居住区游行，以及任何骚扰、威胁或是伤害黑人权利的行为。随后，法庭驳回原告赔偿损失的要求。
不到一年，法院发现自称为“白人爱国党”的米勒和他的追随者违反了之前法院发布的同意令，严重藐视法庭。米勒被判监禁六个月，缓三年执行。在此期间，他不得与来自其他种族团体，比如白人爱国党的成员联系。在缓刑期间，米勒拒绝遵守法院条款。被再次逮捕之前，他暗地对犹太人和联邦政府“宣战”。他因在使用武器方面的罪行被判在联邦监狱监禁三年。

#### 美国联合三K党案件
1987年，南方贫困法律中心代表受害者家人，成功对美国联合三K党（United Klans of America）的两名成员提起民事诉讼。他们在1981年使用私刑處死阿拉巴马州莫比尔市的一位19岁黑人男子迈克尔·唐纳德。由于无法筹集七百万的罚金，美国联合三K党不得不将其国内总部转交给唐纳德的母亲。之后，其母用变卖总部的钱购买了她的第一套房子。

#### 白色雅利安反抗组织案件
1988年，在俄勒冈州的波特兰市，来自东区白人至上组织（East Side White Pride）和白色雅利安反抗组织（White Aryan Resistance, WAR）的三个白人优越主义者将一位到美国上大学的名叫穆鲁格塔?色考(Mulugeta Seraw)的埃塞俄比亚人殴打致死。1990年10月，南方贫困法律中心代表死者家人，起诉白色雅利安反抗组织并胜诉。白色雅利安反抗组织头目汤姆·梅茨格(Tom Metzger)和他的儿子，约翰·梅茨格(John Metzger)被判支付赔偿12,500,000美元。梅茨格家族宣布破产，白色雅利安反抗组织也停止运行。审判费用由反诽谤联盟和南方贫困法律中心共同承担。梅茨格还需向色考的家人支付相关费用。Metzger still makes payments to Seraw's family.

#### “造物主的教堂”案件
1991年5月，一位名叫小哈罗德·曼斯菲尔德（Harold Mansfield Jr.）的美国海军黑人老兵被一位来自新纳粹组织——造物主的教堂（Church of the Creator），现称「创造性运动」（Creativity Movement）的成员所谋杀。1994年3月，南方贫困法律中心代表被害者家人赢得了民事诉讼，并获得由教堂支付的一百万美元的赔偿。教堂被转交给国家联盟组织（National Alliance）的领导威廉·皮尔斯（William Luther Pierce）从而避免曼斯菲尔德的子嗣获得这笔钱。南方贫困法律中心为此欺诈阴谋起诉皮尔斯，并最终在1995年获得85,000美元赔偿金。这个金额在上诉中得以坚持，并在2002年皮尔斯死前筹集完毕。The amount was upheld on appeal and the money was collected prior to Pierce's death in 2002.

#### “三K党基督骑士”案件
1998年7月，在与两个三K党分会和五名三K党徒（包括三K党基督骑士和无形帝国组织）(Christian Knights of the Ku Klux Klan and Invisible Empire, Inc.）的诉讼中，南方贫困法律中心所代表的马其顿浸礼教堂赢得了37,800,000美元赔偿的裁决。这座黑人教堂位于南卡罗来纳州的曼宁市，拥有100年的历史。三K党因为在1995年纵火烧毁具有历史意义的黑人教堂而被罚款。莫里斯·迪斯告诉媒体：“即使我们使基督骑士停止运行，那又有什么价值呢？我们不只盯着这一个结果。陪审团对这种耸人听闻的行为的判决和判决中所包括的意义更为重要。” 据《华盛顿邮报》统计，这笔赔偿金是“仇视性犯罪案例中民事赔偿金额最大的” 。

#### 雅利安国民案件
2000年9月，南方贫困法律中心对雅利安国民(Aryan Nations)的诉讼取得成功。爱达荷州陪审团判决雅利安国民组织支付其守卫袭击的一名女性和她的儿子赔偿6,300,000美元。这起诉讼起源于1988年7月的袭击事件，雅利安国民组织场地内的保安人员开枪射击维多利亚·基南(Victoria Keenan)和她的儿子。汽车在子弹的数次射击下损毁，一名雅利安国民组织成员用枪口威胁基南和她的儿子。Bullets struck their car several times then the car crashed and an Aryan Nations member held the Keenans at gunpoint.依据判决，理查德·巴特勒(Richard Butler)将20英亩（81,000平方米）的组织场地转交给基南家庭，他们将其卖给一个慈善家，其随后将场地捐赠给北爱荷华学院(North Idaho College)。由于涉及此案的雅利安国民成员曾企图谋杀迪斯，但被联邦调查局破获，[53]所以北爱达荷学院（North Idaho College）将此片土地被命名为“和平公园”。

#### 十诫纪念碑案件
2002年南方贫困法律中心和美国公民自由联盟对阿拉巴马州最高法院法官罗伊·摩尔(Roy Moore)提出诉讼，因其批准一个重达两吨的十诫纪念碑在公共财产上展出。摩尔在没有告知其他法庭法官的情况下，安置了一个重达5,280磅（2400千克），三英尺宽，三英尺厚，四英尺高的花岗岩质的十诫石块。在上诉数次无效后，摩尔最终被法庭免职，纪念碑也被撤走。

#### 牧场援救组织案件
2003年3月18日，两个来自萨尔瓦多的非法移民埃德温·阿尔弗雷多·曼西利亚·冈萨雷斯(Edwin Alfredo Mancía Gonzáles)和法蒂玛·德尔·索科罗·莱瓦·梅迪纳(Fátima del Socorro Leiva Medina)，擅自进入约瑟夫·萨顿(Joseph Sutton)的德克萨斯州的牧场。他们遭到两名治安员的盘问。这两名治安员来自萨顿所招募的牧场援救组织(Ranch Rescue)，这个组织在美国与墨西哥边界地区巡逻。据南方贫困法律中心报道，冈萨雷斯和梅迪纳被用枪威胁，冈萨雷斯被击中头后部并且被牧犬袭击。南方贫困法律中心说，冈萨雷斯和梅迪纳在释放前曾遭到死亡威胁。两人称，在被告知可以离开的一个小时后，牧民们给他们水，饼干和一条毛毯。牧场援救组织的成员凯西·詹姆斯·尼德考特(Casey James Nethercott)否认用枪殴打任何入侵者，并且任何治安员都没有因用枪殴打他人而治罪。
2003年，南方贫困法律中心、美籍墨西哥人法律辩护及教育基金会(Mexican American Legal Defense and Educational Fund)和当地的律师一同在德克萨斯州吉姆霍格县对牧场援救组织和它的其他合伙组织提起民事诉讼，要求其为这次袭击和非法拘留支付赔偿。2005年4月，南方贫困法律中心从对牧场援救组织的领导，尼德考特和托尔·约翰·富特(Torre John Foote)的审判中赢得一百万美金。在对本案件350,000美元赔偿的宣判6个月后，原告最终获得这笔赔款，并且原告在与萨顿的庭外调解中获得了100,000美元。尼德考特在亚利桑那州的70英亩（280,000平方米）的财产，也就是牧场援救组织的总部所在地，被用来抵押支付审判应支付的赔偿金。尼德考特曾因在加利福尼亚州惊醒袭击被判有罪，本次因持有枪支被判为重犯，被判入狱五年。南方贫困法律中心的工作人员与德克萨斯州的检察官密切合作，为此次宣判做出巨大努力。

#### 比利·雷·约翰逊案件
比利·雷·约翰逊(Billy Ray Johnson)是一位智障男性，他曾被四名白人男性带去参加聚会。在聚会中，他脑部被击中，失去意识，并被指为“黑鬼(nigger)”，最终被丢弃在血泊里。“46岁的约翰逊因在此次袭击中脑部遭受严重永久性的伤害，余下的生活都不能自理。” 在审判中，四名白人男性被判处30天至60天的监禁。2007年4月20日，比利·雷·约翰逊在德克萨斯州林登市的民事审判中获得九百万美元的赔偿。在美国教育部的调查和其他有争议的审判出现之后，On April 20, 2007, Billy Ray Johnson was awarded $9 million in damages by a civil jury in Linden, Texas.陪审团希望这个裁决能够改善社区中的种族关系。在审判期间，一名被告，考瑞·希克斯(Cory Hicks)称约翰逊为“它”，这一带有侮辱性的字眼。

#### 美国皇家三K党案件
2008年11月，南方贫困法律中心与美国第二大三K党组织美国皇家三K党（Imperial Klans of America, IKA）的案件在肯塔基州米德县接受审理。2006年7月，五名三K党徒在肯塔基州县集市上残忍地殴打乔丹·格鲁弗(Jordan Gruver)。2007年，南方贫困法律中心代表乔丹和他的母亲对肯塔基州的美国皇家三K党提起诉讼。审判中说，五名三K党徒在位于肯塔基州勃兰登堡的米德县露天市场发放生意传单和卡片，宣传一个“只有白人”的美国皇家三K党。其中两位党徒称一名巴拿马后裔的16岁男孩为“西班牙佬(spic)”。随后，这名男孩（身高5英尺3英寸（1.60米），体重150磅（68千克））被党徒们拳打脚踢（其中一名党徒身高6英尺5英寸（1.96米），体重300磅（140千克））。最终造成男孩“被打折两根肋骨、左前臂；下颌受伤需要全面修复牙齿；身体上多处砍伤和淤青。” 
在2007年2月一起相关的犯罪中，贾里德·汉斯莱(Jarred Hensley)和安德鲁·沃特金斯(Andrew Watkins)因殴打格鲁弗被判三年监禁。2008年11月14日，一个由七男七女组成的白人陪审团判决罗恩·爱德华兹(Ron Edwards)，组织中的皇家巫师(Imperial Wizard)，和参与袭击的贾里德·汉斯莱支付原告补偿性赔偿金1,500,000美元和惩罚性赔偿金1,000,000美元。另外两名被告，安德鲁·沃特金和乔舒亚·考尔斯(Joshua Cowles)先前同意保密解决，被从诉讼名单中移除。

## 其他主张

### 反对亚利桑那州非法移民措施
主要文章： 支持执法工作和安全社区法
南方贫困法律中心反对亚利桑那州1070号法案。其法案在2010年由亚利桑那州通过，是一项反对非法移民的法案。南方贫困法律中心称其“无耻地违反宪法”，是“一场公民权利的灾难”。2012年6月，美国最高法院审理“亚利桑那州对美利坚合众国”一案，支持在执法地点进行移民身份检查的条款，但是否决了其他三个条款，因为它们违反了美国宪法的最高条款(Supremacy Clause)。

### 政治言论批评

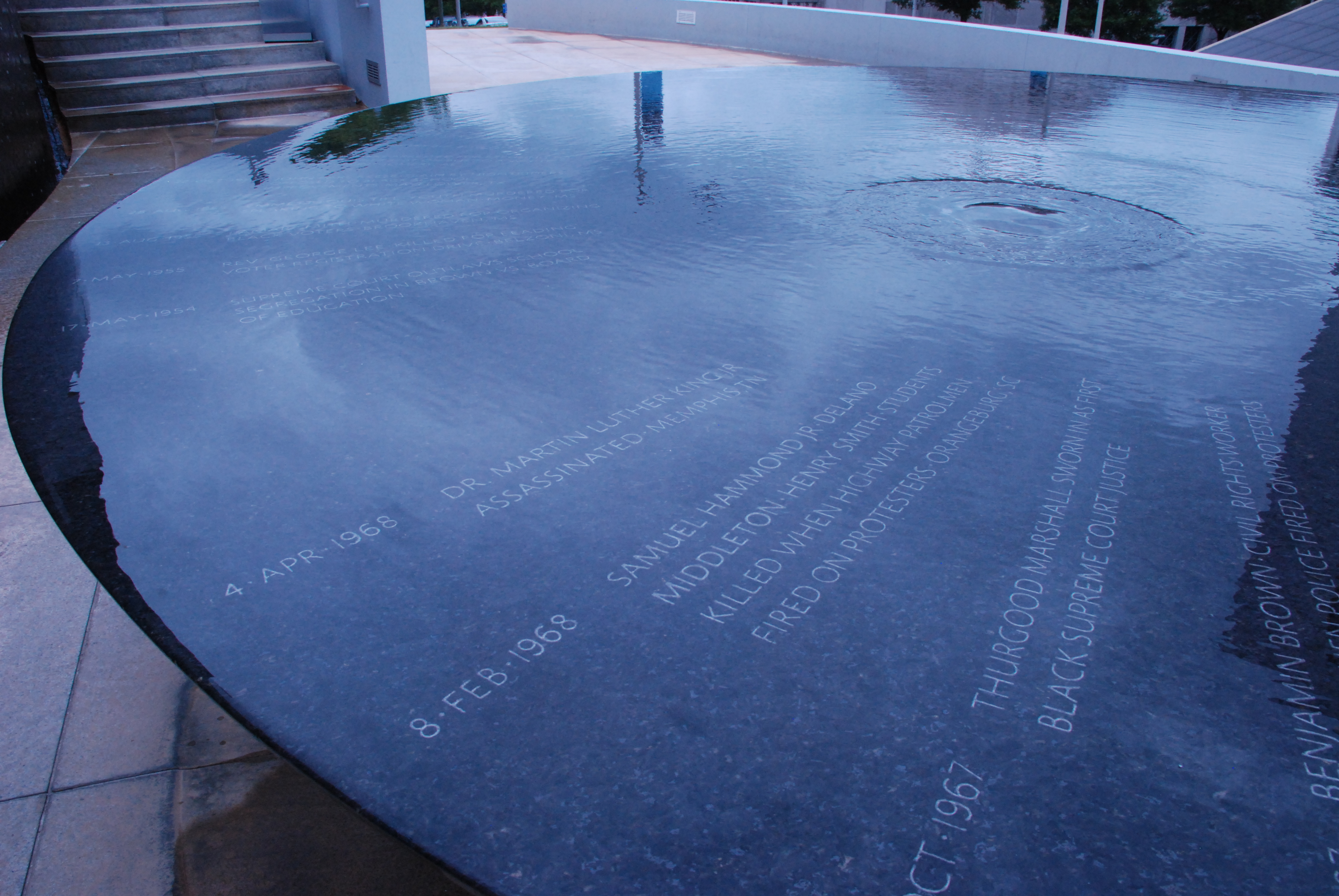
在蒙哥马利的公民权利纪念碑

在2010年4月2日的美国全国公共广播平台（NPR）的采访中，来自南方贫困法律中心的马克·波托克（Mark Potok）声称权威人士和政治家，比如国会议员米歇尔·巴和曼（Michele Bachmann）,斯蒂夫·金（Steve King）和评论员格伦·贝克（Glenn Beck）和卢·道博斯（Lou Dobbs）对仇恨犯罪负有道德上的责任。因为他们曾经运用仇恨团体和阴谋论者的言辞，并使得这种言辞成为了社会“主流”。

## 教育宣传

### “提倡宽容”组织
南方贫困法律中心首先建立了包括“提倡容忍”组织（Tolerance.org）在内的网站，这个网站曾获得国际威比奖。The site provides daily news on tolerance issues, educational games for children, guidebooks for activists, and resources for parents and teachers.网站每天都会提供关于宽容话题的新闻，为孩子们提供教育性质的游戏，为活跃分子提供指南，为父母和老师提供相关资源。“提倡宽容”（Teaching Tolerance）这一网站针对两个不同年龄阶段的学生，并且为这两个不同阶段学生的家长和老师提供不同的材料。项目的一部分针对小学生，为其提供公民权利运动的历史方面的材料。其中包括一本名叫《对多元文化的“美式英语”的新看法》("A fresh look at multicultural 'American English'")的出版物，它主要研究日常出现的词汇的文化历史。一个项目的网站包含一些互动的节目，发布一些如印第安人学校的吉祥物、美利坚联盟国国旗的展示和流行音乐和娱乐的话题，从而鼓励学生思考种族，性别和性取向等敏感话题。
另一个针对初中和高中生的类似项目，包括了一个名叫“积极参与”（Mix it Up）的活动，极力主张读者应当参与到学校的活动中来，包括不同社会团体之间的互动合作。这个项目的其他内容包括为政治激进主义提供建议和报道主要的学生激进主义活动。南方贫困法律中心每月出版一本出版物，主要针对少数群体，如女权主义者或是LGBT青年组织。出版物如《如何对抗校园中的仇恨》，(“Ways to fight hate on campus”)为社区激进组织和多元化教育提供方法。
“提倡容忍”（Teaching Tolerance）还为家长提供建议，鼓励他们在教育孩子过程中注重多元文化主义教育。一本指导手册敦促父母考察孩子的朋友的“多样性背景”，搬到“全面和经济多元化的社区”，劝阻孩子不要玩关于“促进暴力”的玩具。出版物还建议家长使用文化上敏感的语言（比如性别中性化的措辞“某人特殊的一天（Someone Special Day）”）取代传统的母亲节和父亲节），并且确保“文化多样性在家中的艺术品，音乐和文学作品中有所体现”。

### 纪录片
南方贫困法律中心也制作纪录片，其中两部荣获奥斯卡金像奖最佳纪录片奖，分别是：《正义年代》（1995年）和《重大时刻：孩子们的游行》（2005年）。另外一部名为《容忍之墙》，由詹妮弗·威尔克（Jennifer Welker）主演。另有五部纪录片获得提名。

### 执法培训
在需要的时候，南方贫困法律中心还为当地、州及联邦执法机构官员提供培训，侧重于“美国极右势力的历史，背景，领导者及其活动”。

## 追踪仇恨团体

### 仇恨团体名单
主要文章：南方貧困法律中心指名為仇恨團體的組織列表
南方贫困法律中心将“持有针对某一群体不可改变的特质而进行攻击或诽谤之理念”的人群记录为仇恨团体。仇恨团体行为包括言论攻击，游行示威，结社，出版，散发传单及暴力犯罪。并非所有名单中记录的仇恨团体都涉及犯罪行为。美国联邦调查局将南方贫困法律中心列为其网站上仇恨罪行页面下的资源合作部门。南方贫困法律中心和美联邦调查局“融洽合作，共享信息，强调关注，合作解决问题“。由于FBI的法律权限，它依靠南方贫困法律中心及其他民间组织监视收集仇恨团体信息。
南方贫困法律中心举报称2008年共有926个仇恨团体在美国表现活跃，较2007年的888个数量有所上升。
其中包括：
- 186个分散的三K党组织及52个关联网站；
- 196个新纳粹主义组织及89个关联网站；
- 111个白人至上主义（White nationalist）及190个关联网站；
- 98个白人优越主义光头党（White power skinhead）及25个关联网站；
- 39个基督徒身份教派（Christian Identity）及37个关联网站；
- 93个新联盟国组织（Neo-Confederate）及25个关联网站；
- 113个黑人隔离组织（Black Separatist）及40个关联网站；
- 159个爱国运动（Patriot movement）组织；
- 另有90个团体及172个关联网站被南方贫困法律中心分入到诸如反同性恋，反移民，否认犹太人大屠杀，种族主义，激进传统天主教派及其他特定范畴里的仇恨团体。[81][82]以上计算的只是2008年活跃的组织，包括只存在于互联网上的组织。

除此之外，南方贫困法律中心举报称2008年有159个爱国运动团体及141个关联网站活跃于美国，每州至少一个组织，其数量较2007年的131个有所上升。
南方贫穷法律中心最新报告显示，美国极端反政府组织数量在2012年创历史最高，尤其目前联邦政府的控枪措施更为反政府运动火上浇油。

### 争议
南方贫困法律中心的仇恨团体名单引发争议。
批评者包括肯·希尔维斯通和莱尔德·威尔考克斯称南方贫困法律中心在将这些组织分类时出现了简单粗略的贴标签行为。
在2012年8月美国家庭研究理事会于总部召开的公开见面会后，一些专栏作家指责南方贫困法律中心将理事会划归到反同性恋的仇恨团体中的行为，然而另有其他作家表示支持其行为。
南方贫困法律中心辩称仇恨团体的筛选与同性婚姻等政治立场无关，与其已被科学部门针对同性恋群体的错误宣传有主要相关。

#### 情报报告
自1981年来南方贫困法律中心的情报部门一直在出版《情报报告》(Intelligence Report)这一季刊杂志，其内容为对美国极右派仇恨团体及极端主义者的监控。《情报报告》提供的信息包括这些团体的有组织的行动或策略。这些信息被学者认定为可信的并被认为是针对美国极右势力及仇恨团体最综合的信息来源。除《情报报告》之外，南方贫困法律中心还出版《仇视周刊》新闻通讯用以监控种族主义者和极端分子，以及标题为“留心极右分子”仇视博客。刊载在《情报报告》上的两篇文章荣获由职业记者协会(Society of Professional Journalists)颁发的杰出绿眼罩新闻奖(Green Eyeshade Excellence in Journalism)”。由海迪·拜尔里奇(Heidi Beirich)和鲍勃·默瑟尔(Bob Moser)写作完成的“对话委员会(Communing with the Council)“荣获2004年杂志类调查新闻作品三等奖，由大卫·豪特豪斯(David Holthouse)，凯西·桑切斯（Casey Sanchez）创作的“南方哥特风”(Southern Gothic)荣获2007年杂志类特色报道二等奖。2009年3月20日，南方贫困法律中心的情报部门因其在报道“反移民运动”中的突出表现被美国移民法律基金会授予“杰出公众服务奖”。

## 财政资金
南方贫困法律中心的活动，包括诉讼，都是由筹款行为赞助的，不接受庭审中授予其代表客户的任何资金奖励。
1974年起，南方贫困法律中心专门留出资金作为捐款项目，基于“因为不断攀升的油印费用，非营利组织终将无法单纯仰靠邮件捐款而运转下去”的理念，南方贫困法律中心因其明显不成比例的捐款储备额和误导性的筹款方式而受到批判。1994年蒙哥马利广告(Montgomery Advertiser)进行了持续的报道，称南方贫困法律中心资金经营不善并且存在误导性的筹款方式。作为回应，联合创立者乔·莱文称“蒙哥马利广告对于我们活动的忽视及对于我们财政情况及迪斯先生的个人生活的过分关心，我认为很显然该公司只是想把我们中心及迪斯先生抹黑”。该系列报道作为1995年普利策新闻深度报道奖(Pulitzer Prize in Explanatory Journalism)的参选作品并未最终获得该奖。1996年今日美国节目因其在当时测算出的6800万美元的资产而称南方贫困法律中心是“美国最富有的民间组织”。南方贫困法律中心称其在2008年全年的总支出中69%用于项目运营，2008年末中心的捐款额剩余15.62千万美元。根据慈善导航(Charity Navigator)组织，南方贫困法律中心2009年的支出主要为以下几类：项目支出67.5%，行政支出13.4%，筹款支出18.9%。2001年10月，南方贫困法律中心公开其捐款额为22.38千万美元。

## 南方贫困法律中心的影响

### 学术地位评估
在对美国“白人隔离”运动的研究中，社会学家贝蒂·道博拉茨和斯坦福尼·珊克麦乐提到南方贫困法律中心的《珂兰沃驰情报报告》时称“我们从南方贫困法律中心和反诽谤联盟得到基本信息，但我们发现报道中和在集会现场看到的情况有出入。比如《珂兰沃驰情报报告》经常会将事件性质夸大为更加危险和挑衅的大规模群众聚集。美国圣母大学社会学系教授洛里·麦克维表示“南方贫困法律中心成功建立了极好的名誉，是研究种族组织的社会学家的最佳文献资料来源”。

### 社会影响
自1971年创建于蒙哥马利后，南方贫困法律中心的规模不断扩大。进入21世纪以来，该组织已在密西西比州、路易斯安那州、佐治亚州和弗洛里达州建立分部。南方贫困法律中心在曝光和打击仇恨团体以及向年轻一代传播包容思想等方面始终表现突出，并得到美国社会的普遍认可。因为和美国联邦调查局的长期稳定合作关系，南方贫困法律中心在定性和监视仇恨团体的方面社会影响力不可小视，其公开发表的言论或刊载文章都会成为媒体关注的焦点。同时，南方贫困法律中心和国安部等相关美国政府部门也有较为密切的信息往来。此外，基于该组织庞大的资金支持，南方贫困法律中心可谓是美国社会民权组织中一支强势力量。

## 引用
1. ↑  SPLC IRS990 （页面存档备份，存于） FY2010, Part 1, line 5.  Accessed 2011-07-28.
2. ↑  . The Times-Picayune. 2006-11-05  [2017年11月30日]. （原始内容存档于2008-04-17）.
3. ↑  "Southern Poverty Law Center" （页面存档备份，存于）. The Encyclopedia of American Civil Liberties.
4. ↑  "Southern Poverty Law Center" （页面存档备份，存于）. Free Legal Dictionary.
5. 1 2  .   [2013-04-27]. （原始内容存档于2006-09-29）.
6. ↑  .   [2013-04-27]. （原始内容存档于2020-07-16）.
7. ↑  [荚]N-格里高里-曼昆：《宏观经济学》第4版(中译本)，第330～331页。北京，中国人民大学出版社，2000
8. ↑  越战
9. ↑  [20世纪60年代美国学生运动与社会转型 吴培强  西华师范大学四川省南充市]
10. 1 2  . CNN. 2000-09-08  [2007-08-17]. （原始内容存档于2006-06-18）.
11. ↑  Michael, George. . Vanderbilt University Press. 2012: 32. ISBN 0826518559.
12. ↑  . Southern Poverty Law Center. 2007  [2007-09-18]. （原始内容存档于2007-09-14）.
13. ↑  . The New York Times. 1983-07-31  [2007-09-18].
14. ↑  Klass, Kym. . Montgomery Advertiser. 2007-08-17  [2011-11-21]. （原始内容存档于2007年9月27日）.
15. ↑  . The New York Times. 1985-09-17. （原始内容存档于2007-11-14）.
16. ↑  . The New York Times. 1987-11-08.
17. ↑  . Los Angeles Times. 1987-02-13  [2007-09-18]. （原始内容存档于2012-10-19）.
18. ↑  . The New York Times. 1987-01-09  [2007-09-18].
19. ↑  Tauber, Peter. . The New York Times. 1991-02-24  [2007-09-18].
20. ↑  . The New York Times. 1995-11-14  [2007-09-18].
21. ↑  "Group is accused of plotting assassinations, bombings. Two others will plead guilty Thursday." St Louis Post-Dispatch (MO) (May 13, 1998): pB1.
22. ↑  .   [2013-04-27]. （原始内容存档于2020-07-16）.
23. ↑  .   [2013-04-27]. （原始内容存档于2020-07-16）.
24. ↑  .   [2013-04-27]. （原始内容存档于2019-07-23）.
25. 1 2 3  . Southern Poverty Law Center. 1969-06-11  [2007-09-18]. （原始内容存档于2007-09-30）.
26. 1 2 3  462 F. 2d 634 - Smith v. Young Men's Christian Association of Montgomery Inc （页面存档备份，存于）, Open Jurist. Accessed December 9, 2010
27. 1 2 3 4  YMCA desegregation ruling turns 40 （页面存档备份，存于） The Louisiana Weekly, July 26, 2010.  Accessed December 9, 2010
28. ↑  Stevens, William K. . The New York Times. 1981-04-25  [2007-09-18].
29. ↑  Stevens, William K. . The New York Times. 1981-05-02  [2007-09-18].
30. ↑  Stevens, William K. . The New York Times. 1981-05-15  [2007-09-18].
31. ↑  Stuart, Reginald. . The New York Times. 1981-12-29  [2007-09-18].
32. 1 2  "Person v. Carolina Knights of the Ku Klux Klan" （页面存档备份，存于）. Southern Poverty Law Center. Retrieved November 21, 2011.
33. 1 2 3 4  “Fighting hate in the courtroom.” SPLC Report. Special Issue, vol. 38, no.4. Winter 2008. p. 4.
34. ↑  . Star-News. 1988-01-05  [2012-09-10]. （原始内容存档于2016-05-10）.
35. ↑  . Southern Poverty Law Center. 1988  [2007-09-18]. （原始内容存档于2006-02-06）.
36. ↑  . The New York Times. 1988-02-21  [2007-09-18].
37. ↑  . USA Today. 1990-10-24  [2007-09-18]. （原始内容存档于2012-10-13）.
38. ↑  The jury divided the judgement against the defendants as follows: Kyle Brewster, $500,000; Ken Mieske, $500,000;, John Metzger, $1 million; WAR, $3 million; Tom Metzger, $5 million; in addition, the jury awarded $2.5 million for Mulugeta's unrealized future earnings and pain and suffering.
39. ↑  London, Robb. . The New York Times. 1990-10-26  [2007-09-18].
40. ↑  Dees & Fiffer 1993，第277頁
41. ↑  . The Press-Enterprise. 2007-08-24  [2007-08-25]. （原始内容存档于2007-09-26）.
42. ↑  . Southern Poverty Law Center. 03/07/1994  [2007-08-17]. （原始内容存档于2007-07-13）.
43. 1 2  . Southern Poverty Law Center. 03/07/1994  [2007-08-17]. （原始内容存档于2007-07-13）.
44. ↑  . The New York Times. 1998-07-25  [2007-09-18].
45. ↑  . Southern Poverty Law Center. 1996-06-07  [2007-09-18]. （原始内容存档于2007-09-30）.
46. 1 2  "Klan Chapters Held Liable in Church Fire; Jury Awards $37.8 Million in Damages", The Washington Post July 25, 1998
47. 1 2  . Southern Poverty Law Center. 2000  [2007-08-17]. （原始内容存档于2007-07-13）.
48. ↑  Wakin, Daniel J. . The New York Times. 2004-09-09  [2007-08-22]. （原始内容存档于2014-03-28）.
49. ↑  Dees2008，第194頁
50. ↑  . CNN. 2003-11-14  [2007-09-18]. （原始内容存档于2021-01-26）.
51. ↑  Glassroth v. Moore （页面存档备份，存于） (PDF) (M.D. Ala. 2002).
52. ↑  Pollack, Andrew. . The New York Times. 2005-08-19  [2011-01-01].
53. ↑  "Leiva v. Ranch Rescue" （页面存档备份，存于）. Southern Poverty Law Center. Retrieved November 21, 2011.
54. 1 2 3  Parker, Laura. . USA Today. 2007-04-26  [2007-08-17]. （原始内容存档于2012-08-12）.
55. 1 2  . Texas Monthly. February 2007  [2007-08-17]. （原始内容存档于2007-08-18）.
56. ↑  . Southern Poverty Law Center. 2005-09-19  [2007-08-17]. （原始内容存档于2007-07-13）.
57. 1 2  $9 million award in beating case （页面存档备份，存于） Chicago Tribune April 21, 2007. Accessed December 10, 2010
58. ↑  . Texarkana Gazette. 2007-04-19  [2007-08-17]. （原始内容存档于2007-09-28）.
59. ↑  . Southern Poverty Law Center. 2007-04-20  [2007-08-17]. （原始内容存档于2007-07-15）.
60. 1 2  . Associated Press via MSNBC. 2008-11-11  [2012-09-12]. （原始内容存档于2012-11-02）.
61. 1 2  . Southern Poverty Law Center. 2007-07-25  [2007-09-18]. （原始内容存档于2007-09-30）.
62. ↑  . CNN. 2008-11-14  [2008-11-18]. （原始内容存档于2010-06-05）.
63. ↑  Kenning, Chris. 2008. “$2.5 million awarded in Klan beating,” The Courier-Journal (Louisville, Kentucky), November 15, 2008, p. 1.
64. ↑  . On the Media. 2010-04-02  [2010-04-14]. （原始内容存档于2010-04-09）. Much of the hate speech and especially the kind of defamatory propaganda and conspiracy theories that come out of these radical right wing groups, hate groups and patriot groups, so called, is making its way into the mainstream. And that kind of conveyor belt movement from the margins to the mainstream is being very much aided, at least in the last year or two, by a number of mainstream politicians, or ostensibly mainstream politicians, and media commentators.
65. 1 2  . Southern Poverty Law Center. 2005  [2007-08-17]. （原始内容存档于2007-08-17）.
66. ↑  . Southern Poverty Law Center. 2005  [2007-08-17]. （原始内容存档于2007-08-11）.
67. ↑  . Southern Poverty Law Center. 2005  [2007-08-17]. （原始内容存档于2007-08-18）.
68. ↑  . Southern Poverty Law Center. 2005  [2007-08-17]. （原始内容存档于2007-08-11）.
69. ↑  . Southern Poverty Law Center. 2005  [2007-08-17]. （原始内容存档于2007-08-18）.
70. ↑  "Mighty Times: The Children’s March" （页面存档备份，存于）, 77th Academy Awards
71. ↑  "Time for Justice, A (VHS)" （页面存档备份，存于）, directcinema.com
72. ↑  . Southern Poverty Law Center.   [2012-09-13]. （原始内容存档于2012-09-10）.
73. 1 2  Ariosto, David. . CNN: 2. 2012-08-17  [2012-09-13]. （原始内容存档于2012-08-18）.
74. ↑  Gerstenfeld, Phyllis B.  2. SAGE. 2010: 70  [2013-04-27]. ISBN 1412980259. （原始内容存档于2017-03-28）.
75. ↑  Finley, Laura. . ABC-CLIO. 2011: 452  [2013-04-27]. ISBN 0313362386. （原始内容存档于2017-03-28）.
76. ↑  Conser, James A.; Paynich, Rebecca; Gingerich, Terry E.  3. Jones & Bartlett Publishers. 2011: 410  [2013-04-27]. ISBN 0763799386. （原始内容存档于2017-03-28）.
77. ↑  . DIANE Publishing. 1993: 103  [2013-04-27]. ISBN 0788105361. （原始内容存档于2017-03-28）.
78. ↑  Kornblut, Anne E. . The Boston Globe. 1999-08-13  [2012-08-30]. （原始内容存档于2013-09-03）. The FBI also works in tandem with such nonprofit agencies as the Southern Poverty Law Center, which tracks hate groups. "Law enforcement agencies come to us every day with questions about particular groups," said Mark Potok, a spokesman for the center, based in Montgomery, Ala.
79. ↑  Partnerships Established With NAACP, the National Urban League, and the Southern Poverty Law Center （页面存档备份，存于） FBI national press release, April 27, 2007
80. ↑  Slivka, Judd. . Seattle Post-Intelligencer. 1999-08-13.
81. ↑  "Hate Group Numbers Up By 54% Since 2000" （页面存档备份，存于）. Southern Poverty Law Center. February 26, 2009. Retrieved November 21, 2011.
82. ↑  "Active U.S. Hate Groups" （页面存档备份，存于）. Southern Poverty Law Center. Retrieved November 21, 2011.
83. ↑  "Patriot groups active in 2008". Intelligence Report. Spring 2009. pp. 66-69.
84. ↑  .   [2013-04-27]. （原始内容存档于2020-07-16）.
85. ↑  .   [2013-04-27]. （原始内容存档于2017-12-22）.
86. ↑  .   [2021-08-16]. （原始内容存档于2018-11-15）.
87. ↑  .   [2013-04-27]. （原始内容存档于2012-08-25）.
88. ↑  Wilcox, Laird, The Watchdogs, self-published through "Editorial Research Service," (ISBN 0-933592-89-2)
89. ↑  .   [2013-04-27]. （原始内容存档于2019-10-02）.
90. ↑  .   [2013-04-27]. （原始内容存档于2013-01-26）.
91. ↑  .   [2013-04-27]. （原始内容存档于2012-09-19）.
92. ↑  Intelligence Report Get Informed web page （页面存档备份，存于） Accessed December 18, 2010
93. ↑  . Southern Poverty Law Center.   [2007-09-18]. （原始内容存档于2007-09-30）.
94. 1 2  McVeigh, Rory. . Social Forces (University of North Carolina Press). March 2004, 82 (3): 913. JSTOR 3598361. doi:10.1353/sof.2004.0047.
95. ↑  Backfire: How the Ku Klux Klan Helped the Civil Rights Movement By David Mark Chalmers （页面存档备份，存于） Page 188
96. ↑  .   [2013-04-27]. （原始内容存档于2016-06-09）.
97. ↑  . Western Illinois University.   [2009-01-26]. （原始内容存档于2008-05-15）.
98. ↑  . Southern Poverty Law Center.   [2007-09-18]. （原始内容存档于2007-08-21）.
99. ↑  Beirich, Heidi; Bob Moser. . Intelligence Report. Southern Poverty Law Center. 2004  [2009-01-26]. （原始内容存档于2009-10-20）.
100. ↑  . Society of Professional Journalists.   [2009-01-26]. （原始内容存档于2009-01-24）.
101. ↑  Holthouse, David; Casey Sanchez. . Intelligence Report. Southern Poverty Law Center. 2007  [2009-01-26]. （原始内容存档于2009-08-17）.
102. ↑  . Society of Professional Journalists.   [2009-01-26]. （原始内容存档于2008-05-14）.
103. ↑  ”Intelligence Project Given Award.” SPLC Report, Summer 2009, p. 5.
104. 1 2  . Southern Poverty Law Center. June 2003  [2007-09-18]. （原始内容存档于2007-09-30）.
105. ↑  "Attacking a Home-Town Icon （页面存档备份，存于）" Jim Tharpe, Nieman Watchdog 1995.
106. ↑  Morse, Dan (February 14, 1994), "A complex man: Opportunist or crusader?", Montgomery Advertiser
107. ↑  Morse, Dan & Jaffe, Greg (February 14, 1994), "Critics question $52 million reserve, tactics of wealthiest civil rights group", Montgomery Advertiser
108. ↑  . Pulitzer Prize. 1995  [2007-09-18]. （原始内容存档于2015-12-24）.
109. ↑  Andrea Stone, "Morris Dees: At the Center of the Racial Storm," USA Today, August 3, 1996, A-7
110. ↑  Silverstein, Ken. . Harper's Magazine. 2010-03-22  [2011-06-12]. （原始内容存档于2012-08-25）. 网址－维基内链冲突 (帮助)
111. ↑  .   [2013-04-27]. （原始内容存档于2014-08-01）.
112. ↑  "Southern Poverty Law Center" （页面存档备份，存于）, Charity Navigator, retrieved June 12, 2011
113. ↑  .   [2013-04-27]. （原始内容存档于2015-07-09）.
114. ↑  Betty A. Dobratz, Stephanie L. Shanks-Meile, The White Separatist Movement in the United States: "White Power, White Pride!" （页面存档备份，存于）, The Johns Hopkins University Press, 2000, 1-3.
115. ↑  .   [2013-04-27]. （原始内容存档于2014-03-28）.
116. ↑  .   [2013-04-27]. （原始内容存档于2016-03-16）.

## 主要参考文献
- 战后美国经济发展与20 世纪60 年代美国新左派运动 （页面存档备份，存于）
- N-格里高里-曼昆：《宏观经济学》第4版(中译本)，第330～331页 中国人民大学出版社，2000
- 《20世纪60年代美国学生运动与社会转型》 吴培强